# 鄧曼 (鄭國)
鄧曼，曼姓，出身于邓国，春秋时期郑国的君夫人，丈夫是郑庄公，儿子是郑昭公。
祭足被郑庄公宠信，任命他为卿。祭足为郑庄公主持娶了邓国的女子邓曼，生了公子忽。前701年（周桓王十九年、鲁桓公十一年、郑庄公四十三年）夏，郑庄公去世后，祭足立公子忽为国君，就是郑昭公。宋国女子雍姞与庄公生了公子突，公子突有宋国的支持，宋国扣留祭足，祭足和宋国结盟，让公子突归国而立他为国君。九月十三日，郑昭公逃亡到卫国。九月二十五日，公子突立为国君，即郑厉公。